# ۱۲ مرد خشمگین (فیلم ۱۹۹۷)
۱۲ مرد خشمگین (انگلیسی: 12 Angry Men) تله‌فیلمی است به کارگردانی ویلیام فریدکین که کورتنی بی. ونس، اوسی دیویس، جرج سی. اسکات، آرمین مولر-اشتال، دوریان هاروود، جیمز گاندولفینی، تونی دنزا، جک لمون، هیوم کرونین، میکلتی ویلیامسون، ادوارد جیمز آلموس و ویلیام پترسن در آن بازی کردند. این فیلم بازسازی اثر ۱۲ مرد خشمگین ساخته سیدنی لومت و نوشته رجینالد رز می‌باشد.